# Penstemon canescens
Penstemon canescens là một loài thực vật có hoa trong họ Mã đề. Loài này được (Britton) Britton mô tả khoa học đầu tiên năm 1894.